# Vitorlázás az 1992. évi nyári olimpiai játékokon
Az 1992. évi nyári olimpiai játékokon a vitorlázás két újabb női számmal bővült, a női széllovaglással és az Europe hajóosztállyal. Így már tíz versenyszámban hirdettek olimpiai bajnokot.

## Éremtáblázat
(A rendező ország sportolói eltérő háttérszínnel, az egyes számoszlopok legmagasabb értéke vagy értékei vastagítással kiemelve.)
| Az 1992. évi nyári olimpiai játékok éremtáblázata vitorlázásban | Az 1992. évi nyári olimpiai játékok éremtáblázata vitorlázásban | Az 1992. évi nyári olimpiai játékok éremtáblázata vitorlázásban | Az 1992. évi nyári olimpiai játékok éremtáblázata vitorlázásban | Az 1992. évi nyári olimpiai játékok éremtáblázata vitorlázásban | Olimpia  |
| --------------------------------------------------------------- | --------------------------------------------------------------- | --------------------------------------------------------------- | --------------------------------------------------------------- | --------------------------------------------------------------- | -------- |
|                                                                 | Ország                                                          | Arany                                                           | Ezüst                                                           | Bronz                                                           | Összesen |
| 1.                                                              | Spanyolország (ESP)                                             | 4                                                               | 1                                                               | 0                                                               | 5        |
| 2.                                                              | Franciaország (FRA)                                             | 2                                                               | 0                                                               | 0                                                               | 2        |
| 3.                                                              | Egyesült Államok (USA)                                          | 1                                                               | 6                                                               | 2                                                               | 9        |
| 4.                                                              | Új-Zéland (NZL)                                                 | 1                                                               | 2                                                               | 1                                                               | 4        |
| 5.                                                              | Dánia (DEN)                                                     | 1                                                               | 0                                                               | 1                                                               | 2        |
| 6.                                                              | Norvégia (NOR)                                                  | 1                                                               | 0                                                               | 0                                                               | 1        |
|                                                                 |                                                                 |                                                                 |                                                                 |                                                                 |          |
| 7.                                                              | Kína (CHN)                                                      | 0                                                               | 1                                                               | 0                                                               | 1        |
|                                                                 |                                                                 |                                                                 |                                                                 |                                                                 |          |
| 8.                                                              | Ausztrália (AUS)                                                | 0                                                               | 0                                                               | 2                                                               | 2        |
| 9.                                                              | Észtország (EST)                                                | 0                                                               | 0                                                               | 1                                                               | 1        |
| 9.                                                              | Hollandia (NED)                                                 | 0                                                               | 0                                                               | 1                                                               | 1        |
| 9.                                                              | Kanada (CAN)                                                    | 0                                                               | 0                                                               | 1                                                               | 1        |
| 9.                                                              | Nagy-Britannia (GBR)                                            | 0                                                               | 0                                                               | 1                                                               | 1        |
|                                                                 |                                                                 |                                                                 |                                                                 |                                                                 |          |
| Összesen                                                        | Összesen                                                        | 10                                                              | 10                                                              | 10                                                              | 30       |

## Érmesek

### Férfi
| Az 1992. évi nyári olimpiai játékok férfi érmesei vitorlázásban |                                                         |                                                        |                                                  |
| Versenyszám                                                     | Arany                                                   | Ezüst                                                  | Bronz                                            |
| Szörfvitorlázás                                                 | Franck David · Franciaország (FRA)                      | Mike Gebhardt · Egyesült Államok (USA)                 | Lars Kleppich · Ausztrália (AUS)                 |
| Finn dingi                                                      | José van der Ploeg · Spanyolország (ESP)                | Brian Ledbetter · Egyesült Államok (USA)               | Craig Monk · Új-Zéland (NZL)                     |
| 470-es osztály                                                  | Spanyolország (ESP) · Jordi Calafat · Francisco Sánchez | Egyesült Államok (USA) · Morgan Reeser · Kevin Burnham | Észtország (EST) · Tõnu Tõniste · Toomas Tõniste |

### Női
| Az 1992. évi nyári olimpiai játékok női érmesei vitorlázásban |                                                        |                                                 |                                                        |
| Versenyszám                                                   | Arany                                                  | Ezüst                                           | Bronz                                                  |
| Szörfvitorlázás                                               | Barbara Kendall · Új-Zéland (NZL)                      | Csang Hsziao-tung (Zhang Xiaodong) · Kína (CHN) | Dorien de Vries · Hollandia (NED)                      |
| Europe                                                        | Linda Andersen · Norvégia (NOR)                        | Natalia Vía Dufresne · Spanyolország (ESP)      | Julia Trotman · Egyesült Államok (USA)                 |
| 470-es osztály                                                | Spanyolország (ESP) · Theresa Zabell · Patricia Guerra | Új-Zéland (NZL) · Leslie Egnot · Jan Shearer    | Egyesült Államok (USA) · Jennifer Isler · Pamela Healy |

### Nyílt számok
| Az 1992. évi nyári olimpiai játékok érmesei vitorlázásban |                                                         |                                                                     |                                                                          |
| Versenyszám                                               | Arany                                                   | Ezüst                                                               | Bronz                                                                    |
| Csillaghajó                                               | Egyesült Államok (USA) · Mark Reynolds · Harold Haenel  | Új-Zéland (NZL) · Roderick Davis · Donald Cowie                     | Kanada (CAN) · Ross MacDonald · Eric Jespersen                           |
| Tornádó                                                   | Franciaország (FRA) · Yves Loday · Nicolas Hénard       | Egyesült Államok (USA) · Randy Smyth · Keith Notary                 | Ausztrália (AUS) · Mitch Booth · John Forbes                             |
| Repülő hollandi                                           | Spanyolország (ESP) · Luis Doreste · Domingo Manrique   | Egyesült Államok (USA) · Stephen Bourdow · Paul Foerster            | Dánia (DEN) · Jens Bojsen-Møller · Jørgen Bojsen-Møller                  |
| Soling                                                    | Dánia (DEN) · Jesper Bank · Steen Secher · Jesper Seier | Egyesült Államok (USA) · Kevin Mahaney · James Brady · Douglas Kern | Nagy-Britannia (GBR) · Lawrie Smith · Robert Cruickshank · Ossie Stewart |